# Janet Young
Janet Anne Young, de casada Janet Young-Langford (Melbourne, 22 d'octubre de 1951) és una exjugadora de tennis australiana.
En el seu palmarès hi ha dos títols individuals i nou de dobles femenins. Va formar part de l'equip australià de Copa Federació que va guanyar les edicions de 1973 i 1974 fent parella amb Evonne Goolagong, en les quals no van ser derrotades en cap partit.
Després de la seva retirada, es va doctorar en psicologia esportiva, fou professora de l'institut de salut i esport de la Victoria University, i va formar part de la junta de la federació australiana de tennis (2008-2016). Actualment és la directora de la Evonne Goolagong Foundation i ambaixadora del programa de tennis per cecs de l'estat de Victòria.

## Palmarès

### Individual: 2 (2−0)
| Títols per superfície |
| --------------------- |
| Dura (0−0)            |
| Gespa (2−0)           |
| Terra batuda (0−0)    |

| Resultat   | Núm. | Data                   | Torneig             | Superfície | Oponent          | Marcador |
| ---------- | ---- | ---------------------- | ------------------- | ---------- | ---------------- | -------- |
| Guanyadora | 1.   | 19 de novembre de 1973 | Adelaida, Austràlia | Gespa      | Dianne Fromholtz | 7−5, 6−1 |
| Guanyadora | 2.   | 3 de desembre de 1973  | Brisbane, Austràlia | Gespa      | Kazuko Sawamatsu | 6−1, 6−4 |

### Dobles femenins: 22 (9−13)
| Títols per superfície |
| --------------------- |
| Dura (0−0)            |
| Gespa (4−4)           |
| Terra batuda (4−7)    |
| Moqueta (1−2)         |

| Resultat   | Núm. | Data                   | Torneig                         | Superfície   | Parella              | Oponents                          | Marcador           |
| ---------- | ---- | ---------------------- | ------------------------------- | ------------ | -------------------- | --------------------------------- | ------------------ |
| Finalista  | 1.   | 6 de desembre de 1971  | Brisbane, Austràlia             | Gespa        | Evonne Goolagong     | Helen Gourlay Kerry Harris        | 7−5, 5−7, 4−6      |
| Guanyadora | 1.   | 13 de desembre de 1971 | Brisbane, Austràlia             | Terra batuda | Evonne Goolagong     | Barbara Hawcroft Wendy Turnbull   | 6−2, 6−1           |
| Finalista  | 2.   | 1 de febrer de 1972    | Perth, Austràlia                | Gespa        | Olga Morozova        | Evonne Goolagong Barbara Hawcroft | 6−3, 4−6, 3−6      |
| Guanyadora | 2.   | 21 de novembre de 1972 | Melbourne, Austràlia            | Terra batuda | Evonne Goolagong     | Patricia Coleman Sally Irvine     | 2−6, 6−4, 6−3      |
| Guanyadora | 3.   | 11 de desembre de 1972 | Adelaida, Austràlia             | Gespa        | Eugenia Birioukova   | Evonne Goolagong Helen Gourlay    | 6−3, 6−2           |
| Guanyadora | 4.   | 9 de gener de 1973     | Auckland, Nova Zelanda          | Gespa        | Evonne Goolagong     | Patricia Coleman Marilyn Tesch    | 6−1, 6−3           |
| Finalista  | 3.   | 26 de febrer de 1973   | Fort Lauderdale, Estats Units   | Terra batuda | Evonne Goolagong     | Gail Sherriff Virginia Wade       | 6−4, 3−6, 2−6      |
| Guanyadora | 5.   | 5 de març de 1973      | Dallas, Estats Units            | Moqueta (i)  | Evonne Goolagong     | Gail Sherriff Virginia Wade       | 6−3, 6−2           |
| Finalista  | 4.   | 12 de març de 1973     | Boston, Estats Units            | Moqueta (i)  | Evonne Goolagong     | Marina Kroschina Olga Morozova    | 2−6, 4−6           |
| Finalista  | 5.   | 16 d'abril de 1973     | Saint Petersburg, Estats Units  | Terra batuda | Evonne Goolagong     | Chris Evert Jeanne Evert          | 2−6, 6−7           |
| Finalista  | 6.   | 7 de maig de 1973      | Bournemouth, Regne Unit         | Terra batuda | Evonne Goolagong     | Patricia Coleman Wendy Turnbull   | 5−7, 5−7           |
| Guanyadora | 6.   | 14 de maig de 1973     | Lee-on-Solent, Regne Unit       | Terra batuda | Evonne Goolagong     | Jackie Fayter-Hough Peggy Michel  | 6−1, 6−2           |
| Finalista  | 7.   | 9 de juliol de 1973    | Düsseldorf, Alemanya Occidental | Terra batuda | Evonne Goolagong     | Helga Masthoff Heide Schildknecht | Final no disputada |
| Finalista  | 8.   | 16 de juliol de 1973   | Kitzbühel, Àustria              | Terra batuda | Evonne Goolagong     | Aleksandra Ivanova Olga Morozova  | 6−2, 4−6, 2−6      |
| Finalista  | 9.   | 6 d'agost de 1973      | Cincinnati, Estats Units        | Terra batuda | Evonne Goolagong     | Ilana Kloss Pat Pretorius         | 6−7, 6−3, 2−6      |
| Guanyadora | 7.   | 10 de setembre de 1973 | Charlotte, Estats Units         | Terra batuda | Evonne Goolagong     | Ilana Kloss Martina Navrátilová   | 6−2, 6−0           |
| Guanyadora | 8.   | 19 de novembre de 1973 | Adelaida (2)                    | Gespa        | Janet Fallis         | Jenny Dimond Dianne Fromholtz     | 7−6, 6−3           |
| Finalista  | 10.  | 26 de novembre de 1973 | Sydney, Austràlia               | Terra batuda | Evonne Goolagong     | Jill Emmerson Jan O'Neill         | 6−7, 6−4, 6−7      |
| Finalista  | 11.  | 10 de desembre de 1973 | Perth (2)                       | Gespa        | Margaret Smith Court | Evonne Goolagong Peggy Michel     | Renúncia           |
| Guanyadora | 9.   | 7 de gener de 1974     | Auckland (2)                    | Gespa        | Evonne Goolagong     | Peggy Michel Wendy Turnbull       | 7−6, 6−1           |
| Finalista  | 12.  | 7 d'octubre de 1974    | Tòquio, Japó                    | Moqueta (i)  | Kimiyo Hatanaka      | Ann Kiyomura Kazuko Sawamatsu     | 6−4, 4−6, 0−6      |
| Finalista  | 13.  | 1 de desembre de 1975  | Adelaida                        | Gespa        | Kym Ruddell          | Sue Barker Michelle Tyler         | 5−7, 3−6           |

### Equips: 2 (2−0)
| Resultat   | Núm. | Data                    | Torneig                                   | Superfície   | Equip                             | Oponents                                     | Marcador |
| ---------- | ---- | ----------------------- | ----------------------------------------- | ------------ | --------------------------------- | -------------------------------------------- | -------- |
| Guanyadora | 1.   | 6 de maig de 1973       | Fed Cup, Bad Homburg, Alemanya Occidental | Terra batuda | Patricia Coleman Evonne Goolagong | Brenda Kirk Patricia Walkden                 | 3−0      |
| Guanyadora | 2.   | 13 − 19 de maig de 1974 | Fed Cup, Nàpols, Itàlia (2)               | Terra batuda | Dianne Balestrat Evonne Goolagong | Jeanne Evert Julie Heldman Sharon Walsh-Pete | 2−1      |

## Trajectòria

### Individual
| Open d'Austràlia | 1R | 2R | 3R | 1R | 2R | 2R | 3R | A  | 2R | 2R | A | 0 / 9 |
| Roland Garros | A  | 1R | A  | A  | A  | 2R | A  | A  | A  | A  | A | 0 / 2 |
| Wimbledon | A  | 1R | A  | A  | A  | 4R | 3R | 1R | A  | A  | A | 0 / 4 |
| US Open | A  | 2R | A  | A  | A  | 2R | 2R | A  | A  | A  | A | 0 / 3 |
| Llegenda: G: Guanyadora; F: Finalista; SF: Semifinalista; QF: Quarts de final; Q: Qualificació; A: Absent; RR: Round Robin |    |    |    |    |    |    |    |    |    |    |   |       |

### Dobles femenins
| Open d'Austràlia | A  | A | QF | 1R | SF | SF | A  | A | SF | A | 0 / 5 |
| Roland Garros | 2R | A | A  | A  | 2R | A  | A  | A | A  | A | 0 / 2 |
| Wimbledon | 2R | A | A  | A  | SF | 1R | 1R | A | A  | A | 0 / 4 |
| US Open | 2R | A | A  | A  | SF | 1R | A  | A | A  | A | 0 / 3 |
| Llegenda: G: Guanyadora; F: Finalista; SF: Semifinalista; QF: Quarts de final; Q: Qualificació; A: Absent; RR: Round Robin |    |   |    |    |    |    |    |   |    |   |       |